# 楊懋珩
杨懋珩（?—?），字缜甫，號桐石，江西清江（今樟树市）人，清朝政治人物。

## 生平
乾隆三十六年辛卯进士，授官平乐知县。乾隆三十九年，充任四庫全書總校官。有《传砚堂诗存》八卷。

## 家族
祖父杨锡绂，吏部尚书。父杨有涵。